# Вітенештій-де-суб-Мегуре
Вітенештій-де-суб-Мегуре (рум. Vităneștii de sub Măgură) — село у повіті Вранча в Румунії. Входить до складу комуни Болотешть.
Село розташоване на відстані 175 км на північний схід від Бухареста, 23 км на північний захід від Фокшан, 149 км на південь від Ясс, 92 км на північний захід від Галаца, 112 км на схід від Брашова.

## Населення
За даними перепису населення 2002 року у селі проживали 722 особи, усі — румуни. Усі жителі села рідною мовою назвали румунську.